# Broad Peak Central
Der Broad Peak Central (chinesischer Name Zhongyang, auch Broad Peak Mid Peak oder Broad Peak Middle) ist ein 8011 m hoher Nebengipfel des Broad Peak, der auch als relativ selbständiger Hauptgipfel bezeichnet wird.
Er gehört zur Gasherbrum-Gruppe. Auf Grund seiner optischen Eigenständigkeit war lange umstritten, ob es sich nicht um den 15. Achttausender handelt. Der Berg liegt im umstrittenen Grenzgebiet von Kaschmir (Pakistan und Indien) und Xinjiang (China).

## Die Erstbesteigung
Die Erstbesteigung fand am 28. Juli 1975 durch eine polnische Expedition statt. Die sechs Bergsteiger Roman Bebak, Kazimierz Głazek, Marek Kęsicki, Janusz Kuliś, Bohdan Nowaczyk und Andrzej Sikorski begannen ihren Gipfelangriff aus Lager III in ca. 7200 m Höhe. Kurz vor dem Gipfel kehrte Bebak um, die übrigen fünf Bergsteiger erreichten kurze Zeit später den Gipfel. Beim Abstieg im Schneesturm verschwand Nowaczyk. Die Suche der anderen Bergsteiger blieb erfolglos. Dadurch verzögerte sich aber ihr Abstieg und sie mussten in der Nähe des Gipfels biwakieren. Am nächsten Morgen wurde die Suche fortgesetzt, aber auch ohne Erfolg. Als sie den Abstieg fortsetzten, kamen Kęsicki, Kuliś und Sikorski ins Rutschen. Dabei kamen Kęsicki und Sikorski ums Leben. Somit überlebten nur zwei der Erstbesteiger die Expedition.

## Erstbegehung der Ostseite
Einer spanischen Expedition gelang am 4. August 1992 die erste Begehung einer Route auf der chinesischen Ostseite zum Broad Peak Central (und damit insgesamt die dritte Besteigung dieses Gipfels). Nach drei vergeblichen Vorstößen im Juli erreichten die Katalanen Oscar Cadiach, Enric Dalmau, Lluis Ráfols und der Italiener Alberto Soncini schließlich den Gipfel, nachdem sie zuvor auf beinahe 8000 m biwakierten. Bereits im Vorjahr war die Gruppe zu einer Erkundungsreise in das entlegene Gebiet aufgebrochen; an beiden Reisen nahm auch Broad-Peak-Erstbesteiger Kurt Diemberger teil, der die Gegend geographisch erkundete.
Diese Besteigung war nicht nur die erste an der Ostseite dieses Berges, sondern überhaupt die Erstbegehung eines Berges der Gasherbrum-Gruppe von Osten, aus dem zu China gehörigen Shaksgam-Tal. Erst 15 Jahre später gelang einer Schweizer Expedition mit der Erstbegehung der Nordwand des Gasherbrum II die zweite Besteigung von chinesischer Seite aus.